# Kanton Honfleur-Deauville
 Honfleur-Deauville is een kanton van het Franse departement Calvados. Het kanton maakt deel uit van het arrondissement Lisieux.
Het kanton werd gevormd ingevolge het decreet van 17  februari 2014 met uitwerking op 22 maart 2015. Het kanton telde 29.434 inwoners op 1 januari 2022.

## Gemeenten
Het kanton omvat volgende 17 gemeenten:
- Ablon
- Barneville-la-Bertran
- Cricquebœuf
- Deauville
- Équemauville
- Fourneville
- Genneville
- Gonneville-sur-Honfleur
- Honfleur
- Pennedepie
- Quetteville
- La Rivière-Saint-Sauveur
- Saint-Gatien-des-Bois
- Le Theil-en-Auge
- Touques
- Trouville-sur-Mer
- Villerville

1. ↑  Populations de référence 2022.